# Puoltikasjärvi
Puoltikasjärvi är en sjö i Gällivare kommun i Lappland och ingår i Kalixälvens huvudavrinningsområde. Sjön har en area på 0,328 kvadratkilometer och ligger 401,1 meter över havet. Puoltikasjärvi ligger i Torne och Kalix älvsystem Natura 2000-område.

## Delavrinningsområde
Puoltikasjärvi ingår i det delavrinningsområde (749082-172654) som SMHI kallar för Utloppet av Soutujärvi. Medelhöjden är 404 meter över havet och ytan är 21,96 kvadratkilometer. Räknas de 18 avrinningsområdena uppströms in blir den ackumulerade arean 180,93 kvadratkilometer. Kivijoki (Moskojoki) som avvattnar avrinningsområdet har biflödesordning 2, vilket innebär att vattnet flödar genom totalt 2 vattendrag innan det når havet efter 289 kilometer. Avrinningsområdet består mestadels av skog (57 procent). Avrinningsområdet har 4,91 kvadratkilometer vattenytor vilket ger det en sjöprocent på 22,4 procent. Bebyggelsen i området täcker en yta av 1,7 kvadratkilometer eller 8 procent av avrinningsområdet.